# Włosopuklerznik
Włosopuklerznik (Chaetophractus) – rodzaj ssaków z podrodziny puklerzników (Euphractinae) w obrębie rodziny Chlamyphoridae.

## Rozmieszczenie geograficzne
Rodzaj obejmuje gatunki występujące w Ameryce Południowej.

## Morfologia
Długość ciała (bez ogona) 200–400 mm, długość ogona 80–150 mm, długość ucha 26–32 mm, długość tylnej stopy 42–72 mm; masa ciała 0,6–5 kg.

## Systematyka
Rodzaj zdefiniował w 1871 roku austriacki zoolog Leopold Fitzinger w artykule zatytułowanym [Historia] Naturalna rodziny pancerników (Dasypodes), opublikowanym w czasopiśmie „Sitzungsberichte der Kaiserlichen Akademie der Wissenschaften. Mathematisch-Naturwissenschaftliche Classe”. Fitzinger wymienił dwa gatunki – Loricatus villosus Desmarest, 1804 i Dasypus minutus Desmarest, 1822 – z których gatunkiem typowym jest (późniejsze oznaczenie) Loricatus villosus Desmarest, 1804 (włosopuklerznik kosmaty).

### Etymologia
- Chaetophractus (Choetophractus): gr. χαιτη khaitē ‘długie, opadające włosy’; φρακτος phraktos ‘chroniony, zabezpieczony’, od φρασσω phrassō ‘wzmocnić’[10].
- Dasyphractus: gr. δασυς dasus ‘włochaty, kosmaty’; φρακτος phraktos ‘chroniony, zabezpieczony’, od φρασσω phrassō ‘wzmocnić’[11]. Gatunek typowy (oznaczenie monotypowe): Cryptophractus brevirostris Fitzinger, 1871 (= Dasypus vellerosus J.E. Gray, 1865).

### Podział systematyczny
Do rodzaju należą następujące gatunki:
| Grafika | Gatunek                   | Autor i rok opisu | Nazwa zwyczajowa           | Podgatunki         | Rozmieszczenie geograficzne | Podstawowe wymiary                      | Status IUCN |
| ------- | ------------------------- | ----------------- | -------------------------- | ------------------ | --- | --------------------------------------- | ----------- |
|         | Chaetophractus vellerosus | (J.E. Gray, 1865) | włosopuklerznik wrzaskliwy | 2 podgatunki       | Boliwia, północno-wschodnie Chile, Paragwaj i Argentyna (na południe do prowincji La Pampa, odosobniona populacja we wschodniej części prowincji Buenos Aires); prawdopodobnie południowo-wschodnie Peru; zakres wysokości: 0–4600 m n.p.m. | DC: 20–30 cm DO: 8–11 cm MC: 0,6–1,2 kg | LC          |
|         | Chaetophractus villosus   | (Desmarest, 1804) | włosopuklerznik kosmaty    | gatunek monotypowy | Gran Chaco (południowo-wschodnia Boliwia, Paragwaj i Argentyna) i południowe Chile (regiony Aysén i Magallanes); introdukowany na wyspę Ziemia Ognista; zakres wysokości: 0–1500 m n.p.m.                                                   | DC: 26–40 cm DO: 12–15 cm MC: 2–5 kg    | LC          |

Kategorie IUCN:  LC  – gatunek najmniejszej troski.